# Keisuke Okada
Keisuke Okada (岡田 啓介 Okada Keisuke?, 20 de enero de 1868 - 7 de octubre de 1952) fue un almirante de la Marina Imperial Japonesa, político y 31.er primer ministro de Japón (8 de julio de 1934 - 9 de marzo de 1936).

## Biografía

### Primeros años
Nació en la actual prefectura de Fukui de una antigua familia de samurái. Asistió a la 15.ª Clase de la Academia Imperial Naval Japonesa, graduándose de séptimo de la clase de 80 cadetes en 1889. Fue guardiamarina del acorazado Kongō y del crucero crucero japonés Naniwa. Posteriormente fue teniente en el Itsukushima y en el Takachiho así como en la corbeta Hiei.
En la primera guerra sino-japonesa, estuvo al servicio del Fuji. Después de graduarse del Colegio Naval de Guerra de Japón, estuvo al servicio en el Shikishima y como comandante segundo del Yaeyama.
Durante la guerra ruso-japonesa, fue comandante segundo en una serie de buques, incluyendo el Chitose, Kasuga y Asahi antes de ser comandante del Kasuga el 25 de julio de 1910. Posteriormente fue transferido al Kashima en 1912.
Fue promovido a contraalmirante el 1 de diciembre de 1913 y fungió en varios trabajos administrativos, entre ellos el de Comando de Construcción Naval. Fue promovido a vicealmirante el 1 de diciembre de 1917 y almirante el 11 de junio de 1924.
Asumió el puesto de Comandante en Jefe de la Flota Combinada en 1924. En 1927, fue nombrado Ministro de la Marina en la administración de Tanaka Giichi, pero renunció en 1929 para asumir el puesto de consejero militar en al Consejo Supremo de Guerra.
Okada fue uno de los pocos adherentes (Jōyaku-ha) dentro de los altos rangos de la Marina Imperial Japonesa que apoyaba un tratado de reducción de armas que resultó en la Conferencia Naval de Londres de 1930, en el que ayudó a negociar y trabajó para su ratificación. Nuevamente fungió como ministro de la Marina en el gabinete de Saitō Makoto de 1932.

### Carrera política

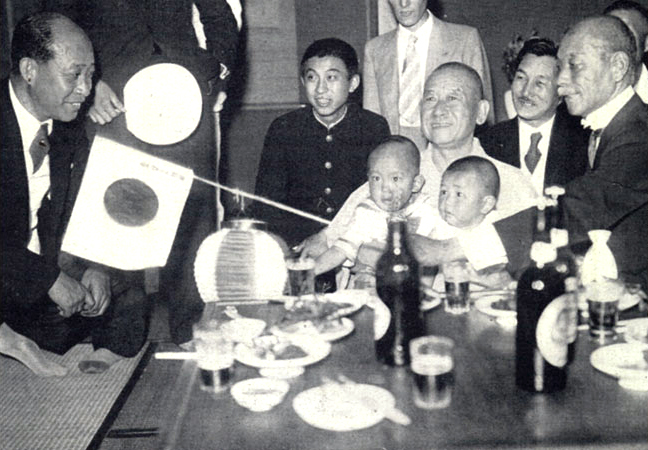
Keisuke Okada (cargando a los bebés) con su familia durante la celebración de inauguración como primer ministro en 1934.

En julio de 1934 fue nombrado primer ministro de Japón. Fue una de las voces democráticas y moderadas que estaba en contra del incremento de la fuerza de los militares, y fue blanco principal de grupos extremistas que deseaban un régimen más totalitario en Japón. Pudo apenas escapar del intento de asesinato en el Incidente del 26 de febrero de 1936, en el que las tropas rebeldes mataron a su cuñado por error, pensando que era Okada, así como a su secretario personal, el Coronel Denzō Matsuo. Okada pudo salir de su escondite el 29 de febrero, pero tras el incidente abandonó el cargo.
Durante la Segunda Guerra Mundial, jugó un papel importante en la caída del gabinete de Hideki Tōjō en 1944.
Fallecería en 1952 y su tumba está ubicada en el Tama  Reien, a las afueras de Tokio.